# Vértesboglár
Vértesboglár è un comune dell'Ungheria di 945 abitanti (dati 2001). È situato nella contea di Fejér.